# Impôt sur la barbe

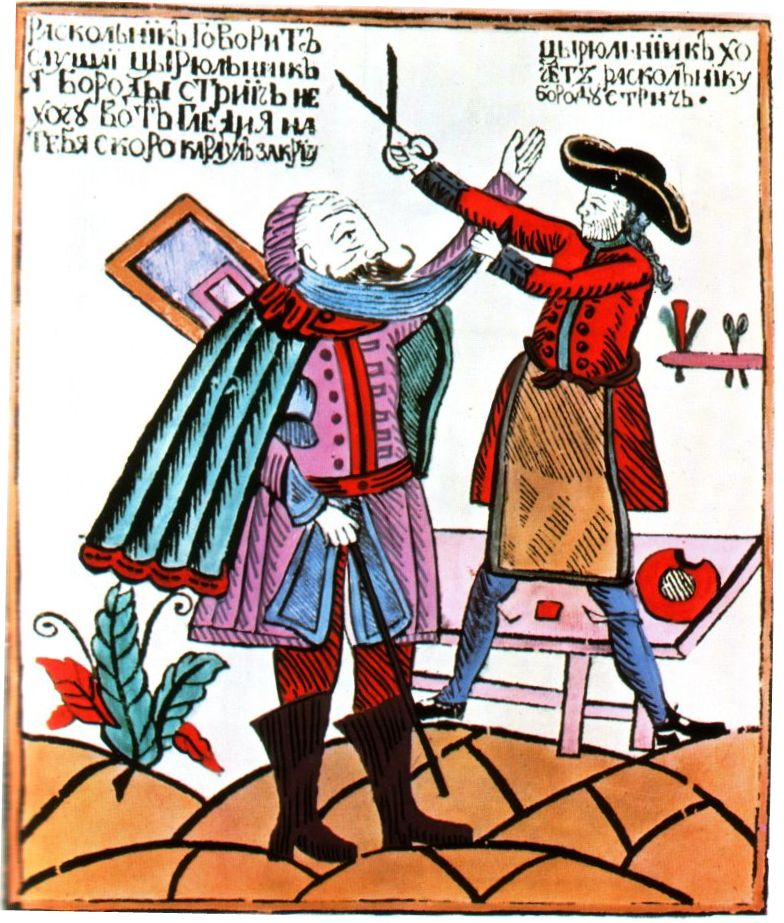
Caricature de la taxe du tsar Pierre le Grand ; Gravure sur bois fin XVIIe siècle.

L'impôt sur la barbe est un ancien impôt, levé en Angleterre et Russie, et destiné à réguler l'apparence des hommes.

## En Angleterre
En 1535, le roi Henri VIII d'Angleterre, lui-même barbu, introduisit une taxe sur les barbes. La taxe était graduée, suivant la position sociale du barbu. Sa fille, Élisabeth Ire réintroduisit la taxe, qui ne concernait que les barbes de plus de deux semaines.

## En Russie
L'impôt russe sur la barbe a été créé par le tsar de Russie Pierre le Grand en 1704. Déjà, par oukase du 9 août 1699, Pierre le Grand avait strictement interdit le port de la barbe ; devant la fronde que souleva sa décision, il consentit à revenir partiellement sur son interdiction, moyennant paiement d'une taxe par ceux qui souhaitaient conserver leur barbe.

### Contexte
Il s'agit d'un des exemples les plus significatifs des réformes de Pierre  pour abolir les anciennes coutumes. Ainsi, l'interdiction du caftan, long vêtement traditionnel aux larges manches, rentra également dans le cadre de la politique d'occidentalisation des mœurs et des modes initiée par le tsar. Celui-ci considérait que le port de la barbe était un signe rétrograde par rapport aux autres Européens. Jusqu'à cette époque, les hommes étaient très attachés à cet aspect de leur apparence.
Ainsi, en 1717, l'Anglais John Perry écrivait : « Les Russes vouaient à leur barbe un respect quasi religieux : ils la peignaient et la lissaient en s'efforçant de ne pas en perdre un poil. Les prêtres les maintenaient dans cette coutume en donnant comme exemple les saints représentés barbus sur les icônes. »
La barbe avait également pour les Russes une fonction pratique : lors des grands hivers, elle protégeait le visage des morsures du froid. 
Ce sont les ciseaux ramenés dans ses valises depuis son voyage en Hollande dans les Provinces-Unies qui donnèrent à Pierre l'idée d'oukase. Il n'hésita pas à officier lui-même, aidé de ses bouffons. Il fit même poster des barbiers professionnels aux portes de Moscou pour raser tous les arrivants. Lui-même n'en portait plus depuis son retour d'Europe occidentale, ne gardant qu'une simple moustache.

### Taxe et contraintes
Seuls les récalcitrants souhaitant « conserver une ressemblance avec le Créateur » devaient s'acquitter d'une taxe annuelle proportionnelle à leur rang social : 
- 100 roubles pour les nobles et les hauts fonctionnaires ;
- 60 roubles pour les courtisans et commerçants ;
- 30 roubles pour laquais et cochers ;
- 1/2 kopeck à l'entrée et à la sortie de chaque ville pour les paysans.

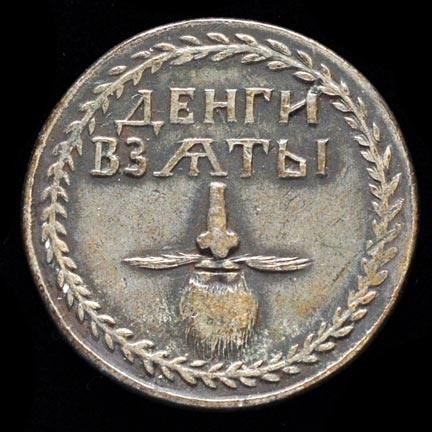
Jeton portant l´inscription Dengi vziaty (« La taxe a été perçue »)

En guise de quittance, ceux-ci recevaient un jeton de bronze (qui servit également de monnaie d'échange), sur lequel l'inscription annonçait : « La taxe a été perçue » (Dengi vziaty), et l'image représentait une barbe. Parfois apparaissait la devise : « La barbe est un fardeau inutile ». Les résistants au barbier étaient tenus de porter sur eux les jetons et de les présenter à chaque réquisition. Le jeton était à renouveler chaque année. Mais par la suite, beaucoup de nobles et de commerçants, trouvant la charge trop lourde, finissaient par se raser. Les plus récalcitrants étaient les gens du peuple. Ils payaient leur écot et demeuraient persuadés qu'ainsi ils étaient de « vrais mâles et de vrais chrétiens ».
Cette taxe se révéla très vite impopulaire. Les opposants les plus virulents étaient les membres de l'Église orthodoxe. Pierre publia un rectificatif, dispensant les religieux de l'oukase et donc de la taxe. 
Une bonne partie de la société russe accepta petit à petit cette contrainte, alors que l'hostilité du petit peuple restait manifeste. Pierre Ier réagit alors en éditant quelques oukases supplémentaires plus dissuasifs : 
- Si un barbu se présentait dans un bureau : 
  - refuser systématiquement sa requête ;
  - ou l'obliger à verser 50 roubles supplémentaires ;
  - en cas de non solvabilité, faire régler son amende par des travaux utilitaires.
- Celui qui croisait un barbu vêtu de façon non réglementaire (ne portant pas de vêtements « à la mode occidentale ») pouvait amener celui-ci de force aux autorités. Il percevait la moitié du montant de l'amende infligée au contrevenant, tant sur sa barbe que sur sa tenue non appropriée.

## Aux États-Unis
En 1907, le sénateur Johnston Cornish a présenté un projet de loi instituant un impôt sur la barbe dans l'état de New-Jersey :
- Barbe ordinaire, 5 dollars ;
- Barbe avec bouc, 10 dollars ;
- Favoris de plus de 6 centimètres, 15 dollars ;
- Barbe rousse, supplément de 20%.